# 雪山乡 (会东县)
雪山乡，是中华人民共和国四川省凉山彝族自治州会东县曾经下辖的一个乡。

## 行政区划
雪山乡撤销前下辖以下地区：
朱家村、拖落村、坪子村和雪山洞村。